# A Mariña Central
A Mariña Central  est le nom d'une comarque au nord est de la province de Lugo en Galice (Espagne).  La comarque est composée de six communes : Alfoz, Burela, Foz, Lourenzá, Mondoñedo et O Valadouro. Cette comarque est une division politico administrative de la contrée naturelle Mariña de Lugo de la province. Mondoñedo est le chef lieu de la comarque.